# Dauphins du TOEC
Les Dauphins du TOEC est la section natation du Toulouse olympique employés club (ou TOEC), club sportif omnisports français de Toulouse créé en 1908.
C'est notamment le club des champions olympiques 2024 Léon Marchand et Ugo Didier.

## Histoire

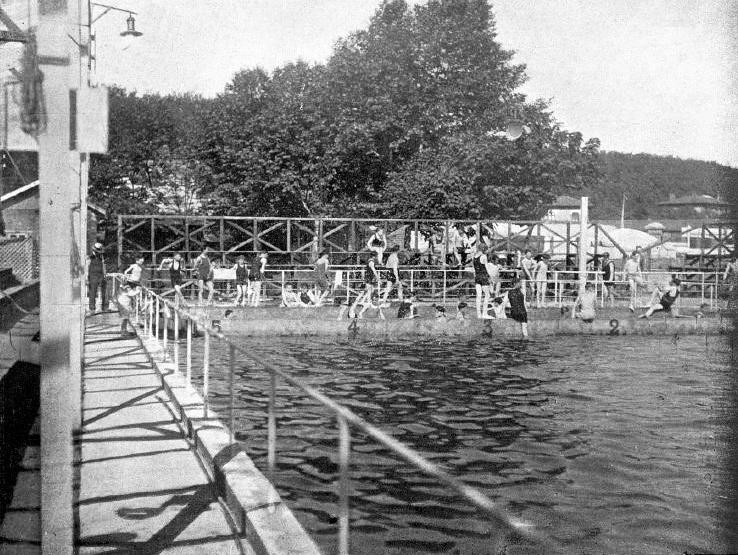
La piscine du T.O.E.C. en 1926.

Les Dauphins du TOEC est un club sportif français de natation basé à Toulouse, section natation du club omnisports Toulouse olympique employés club. Créé en 1908, le club a fêté son centenaire en 2008.
Le terme TOEC vient de la réunion de deux clubs : le Toulouse olympique et le Toulouse employés club en 1908. La branche natation se sépare des autres activités en 1938 pour devenir Les Dauphins du TOEC.
Les entraînements se déroulent à la piscine Castex (parc municipal des sports), dans la piscine municipale Alfred-Nakache du Parc des sports, ainsi que dans la piscine Bellevue
Fort de ses 2 000 membres, les Dauphins du TOEC proposent l'apprentissage de la natation dès trois ans et jusqu'au haut niveau. Une filière d'accès au haut niveau est en fonction dans le club, à l'issue de l'école de natation à partir de la 6e, les nageurs peuvent intégrer des classes à horaires aménagés, vient ensuite le centre de formation des Dauphins du TOEC qui à partir de la 3e, permet aux nageurs inscrits sur listes espoirs de bénéficier d'aménagements horaires et d'entraînements en bassin de 50 mètres toute l'année. Les meilleurs d'entre eux accèderont peut être au Pôle France ou rejoindront les rangs des groupes nationales 1 du club.

## Principaux nageurs

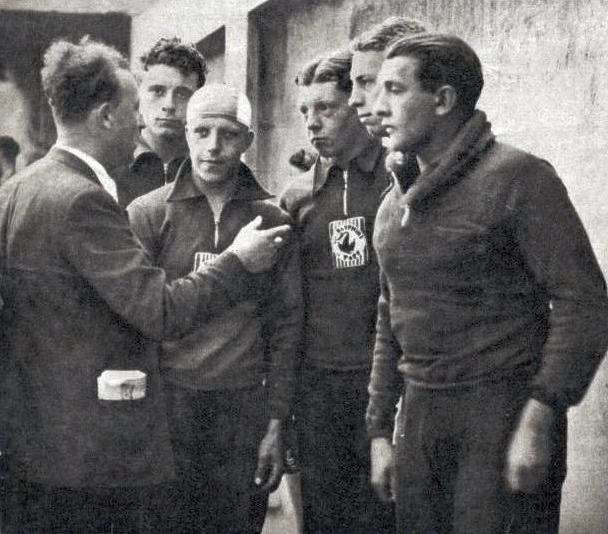
Les Dauphins du TOEC champions de France en juillet 1939 (Talli, Soulié, Desbonnet, Le Bras et Pallard, à droite de l'entraîneur Alban Minville).

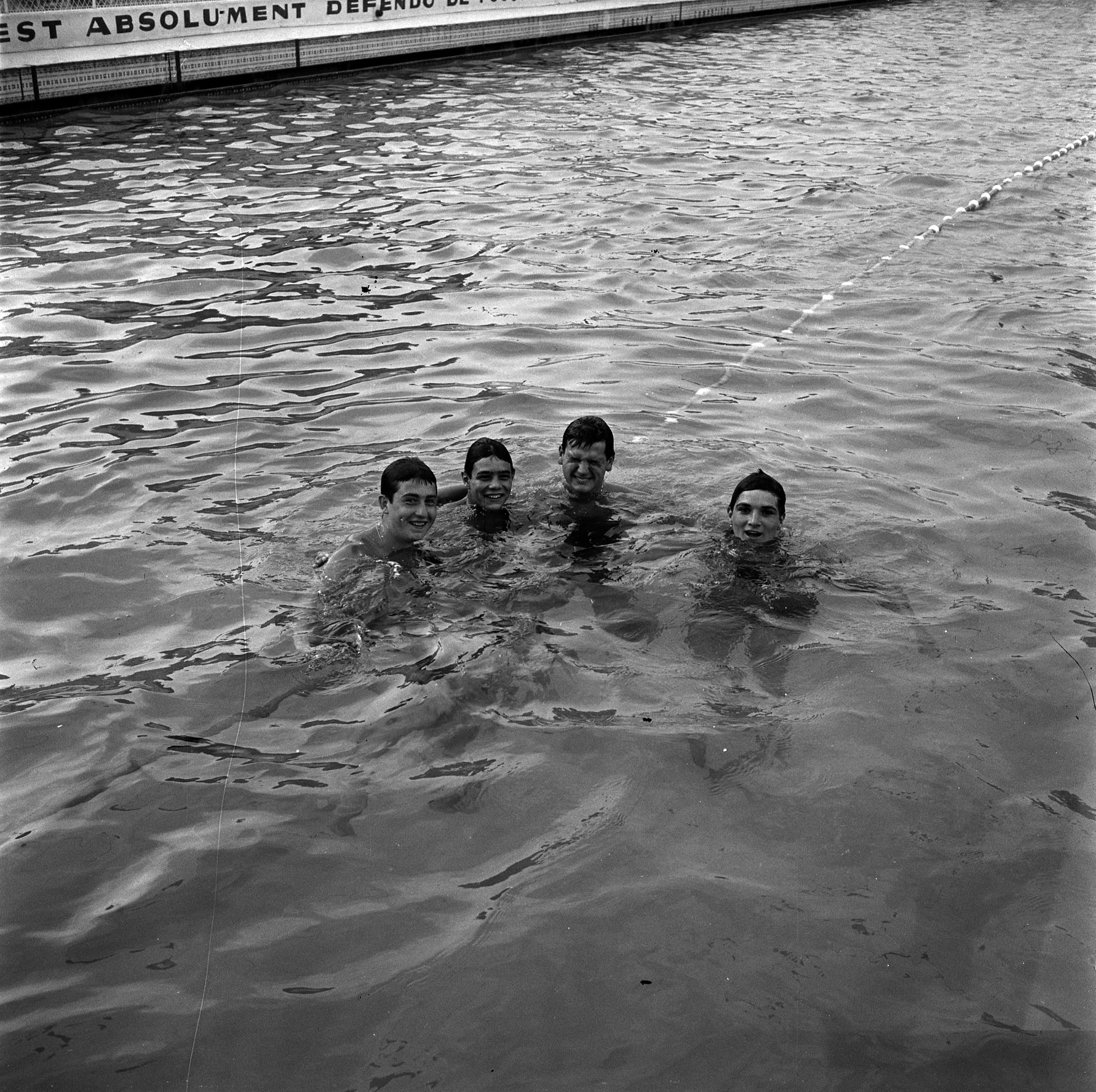
Alain Mosconi et les Dauphins du TOEC, en 1964.

| Anciens licenciés - Dominique Amiand - Jean Boiteux - Françoise Borie - Nicolas Boucher - Lorys Bourelly - Alexianne Castel - Nicolas D'Oriano - Ophélie-Cyrielle Étienne - Solenne Figuès - Solène Gallego - Bruno Gutzeit - Antton Haramboure - Alex Jany | - Ginette Jany - Xavier Marchand - Malia Metella - Mehdy Metella - Alizée Morel - Alfred Nakache - Roland Pallard - Ganesh Pedurand - Hélène Ricardo - Nicolas Rostoucher - Roger Sannac - Christian Talli - Georges Vallerey Jr. - Jonathan Atsu | Licenciés actuels - Joris Bouchaut - Léon Marchand - Assia Touati - Antoine Viquerat - Antoine Herlem |  |

## Palmarès
- 90 nageuses et nageurs sélectionnés dans les différentes équipes de France.
- 282 titres de champion de France individuel et relais.
- 409 records de France individuels et relais
- 11 titres de champion de France interclubs.
  - Femmes : 1991, 1996, 1997, 1998
  - Hommes : 1946, 1984, 1985, 1987, 1997, 1999, 2001
- Premier club au classement élite de 1995 à 2002
- Plus de 500 nageuses et nageurs qui ont participé à des compétitions nationales et internationales.
- 7 fois 1er club français au classement national des clubs de la saison 2009/2010 à la saison 2015/2016.
- Vainqueur du Challenge national Amédée Bouniol en 1929 (organisé par le club)
- Vainqueur du Challenge national Louis Legros en 1929, 1930 et 1931 (aussi organisé par le club, en sa piscine Ernest Dufer)[1]

## Sources
- Historique officiel